# گلوجه (آق‌دام)
گلوجه (به لاتین: Güllücə، به ارمنی: Գյուլուջա) یک منطقه مسکونی در جمهوری آذربایجان است که در شهرستان آق‌دام واقع شده است.